# Lajeado (Rio Grande do Sul)
Lajeado is een gemeente in de Braziliaanse deelstaat Rio Grande do Sul. De gemeente telt 72.208 inwoners (schatting 2009).

## Verkeer en vervoer
De plaats ligt aan de wegen BR-386, BR-453, RS-129 en RS-130.

## Geboren
- Rodrigo Ely (1993), voetballer